# 吉安 (正白旗)
吉安，正白旗人，清朝政治人物。举人出身。
嘉庆二十五年（1820年），擔任清朝廣州府南海縣知縣。后由徐香祖接任。